# Ragionier Filini
Il Ragionier Filini è un personaggio letterario e cinematografico creato da Paolo Villaggio e interpretato nelle trasposizioni cinematografiche da Gigi Reder. Il personaggio compare in tutti i film di Fantozzi, tranne nel decimo e ultimo capitolo del 1999 Fantozzi 2000 - La clonazione, a causa della scomparsa dell'attore, avvenuta circa un mese prima dell'inizio delle riprese del film (a lui dedicato). Il personaggio del Ragionier Filini compare anche in Fracchia contro Dracula, film non appartenente all'universo di Fantozzi.

## Caratteristiche del personaggio
Filini, chiamato a volte ragioniere e a volte geometra, è un collega di lavoro di Fantozzi e, di fatto, anche il suo migliore amico. Come la qualifica, anche il nome di battesimo non è sempre lo stesso nel corso della saga: viene chiamato Renzo in Fantozzi, Silvio in Fantozzi contro tutti e Arturo in Fracchia contro Dracula. 
Sia Filini che Fantozzi sono costretti a subire le angherie da parte dei superiori e dei colleghi arrivisti e a prendere parte alle bizzarre iniziative dell'impresa per la quale lavorano. Rispetto al collega, però, Filini appare decisamente più ottimista, allegro ed intraprendente, al punto che spesso e volentieri è proprio lui a dare il via alle "tragiche" iniziative a cui Fantozzi si trova suo malgrado costretto a partecipare. Sebbene si possano considerare amici, Filini e Fantozzi si trattano con una certa formalità reciproca, chiamandosi sempre con i rispettivi titoli di studio e dandosi sempre del lei.
Seguendo il tema principale della saga di Fantozzi, volta a dipingere vizi e virtù dell'italiano medio, Filini rappresenta il classico "organizzatore di tutto" che si trova facilmente in gruppi di amici o colleghi di lavoro nella società italiana.
È caratterizzato da una pesante miopia, che lo porta ad indossare occhiali con lenti molto spesse che si rivelano peraltro insufficienti, alimentando così molte delle gag con il ragionier Fantozzi.
Non sono noti molti particolari sulla vita privata di Filini, che nei film non è mai accompagnato da nessun familiare; solo in un'occasione la voce narrante afferma che ha una zia ricca.
Nel primo film Fantozzi, il ragioner Ugo Fantozzi si trova a giocare la partita di calcio "Scapoli contro ammogliati" organizzata da Filini, il quale però non prende parte alla partita come giocatore, bensì come arbitro; da tale particolare non si riesce quindi a capire se sia sposato o meno. Un altro episodio in cui i protagonisti si dividono in ammogliati e scapoli è quello della battuta di caccia ne Il secondo tragico Fantozzi, e in questo caso Filini va insieme a Fantozzi, quindi si può dedurre che Filini sia sposato. Nel libro Fantozzi, in effetti, Filini risulta coniugato.
Un'altra situazione in cui si descrive Filini come sposato è il capitolo Il giorno che Fantozzi visitó la fiera di Milano del libro Fantozzi, in cui Villaggio scrive: "Filini, che aveva affidato il portafoglio alla moglie, intorno a mezzogiorno fu costretto all'accattonaggio più umiliante per un tozzo di pane". Nel libro Fantozzi, tuttavia, il personaggio che diventerà poi Filini nei tre libri successivi e nei film è chiamato Fracchia, mentre il Filini che viene citato è un altro impiegato della Megaditta, un uomo basso e calvo.
Sempre nel libro Fantozzi, nel capitolo Fantozzi e la gita in barca viene detto che Fracchia/Filini ha una moglie e tre figli.
All'inizio del film Fantozzi - Il ritorno, Filini è l'unico tra i colleghi di lavoro ad essere andato al cimitero per fare una visita alla tomba di Fantozzi il giorno dell'anniversario della sua morte, insieme a Pina e Mariangela.

## Filmografia
- Fantozzi (1975)

Reder (Filini) e Villaggio (Giandomenico Fracchia) in Fracchia contro Dracula (1985), l'unico film non appartenente alla serie di Fantozzi in cui compare il personaggio di Filini.

- Il secondo tragico Fantozzi (1976)
- Fantozzi contro tutti (1980)
- Fantozzi subisce ancora (1983)
- Fracchia contro Dracula (1985)
- Superfantozzi (1986)
- Fantozzi va in pensione (1988)
- Fantozzi alla riscossa (1990)
- Fantozzi in paradiso (1993)
- Fantozzi - Il ritorno (1996)